# Ambassade des États-Unis en Bulgarie
L'ambassade des États-Unis en Bulgarie est la représentation diplomatique des États-Unis auprès de la Bulgarie. Elle est située à Sofia, la capitale, au 16 rue Kozyak. 

## Ambassadeurs

### Agent diplomatique
- 1901-1903 : Charles M. Dickinson
- 1903-1907 : John Brinkerhoff Jackson
- 1907-1909 : Horace G. Knowles (en)
- 1908 : Huntington Wilson (en)
- 1909 : Spencer F. Eddy
- 1909 : John R. Carter

### Envoyé extraordinaire et ministre plénipotentiaire
- 1910 : John R. Carter
- 1912-1913 : John Brinkerhoff Jackson
- 1913-1918 : Charles J. Vopicka
- 1921-1928 : Charles S. Wilson
- 1928 : H. F. Arthur Schoenfeld
- 1930-1933 : Henry W. Shoemaker (en)
- 1934-1936 : Frederick A. Sterling (en)
- 1937-1939 : Ray Atherton (en)
- 1940-1941 : George Howard Earle III (en)
- 1947-1950 : Donald R. Heath (en)
- 1960-1962 : Edward Page, Jr.
- 1962-1964 : Eugenie Anderson
- 1965-1966 : Nathaniel Davis (en)
- 1966 : John M. McSweeney

### Ambassadeur extraordinaire et plénipotentiaire
- 1967-1970 : John M. McSweeney
- 1970-1973 : Horace G. Torbert, Jr.
- 1974-1977 : Martin F. Herz
- 1977-1979 : Raymond L. Garthoff (en)
- 1979-1981 : Jack Richard Perry
- 1981-1984 : Robert L. Barry (en)
- 1984-1987 : Melvyn Levitsky (en)
- 1987-1990 : Sol Polansky (en)
- 1990-1993 : Hugh Kenneth Hill
- 1993-1996 : William Dale Montgomery (en)
- 1996-1999 : Avis Bohlen
- 1999-2002 : Richard Miles (diplomat) (en)
- 2002-2005 : James W. Pardew (en)
- 2005-2008 : John Beyrle (en)
- 2008-2009 : Nancy McEldowney (en)
- 2010-2012 : James B. Warlick, Jr. (en)
- 2012-2015 : Marcie Berman Ries (en)
- 2016-2019 : Eric S. Rubin
- 2019-2023 : Herro Mustafa (en)
- depuis 2023 : Kenneth H. Merten